# Liste von Marinas

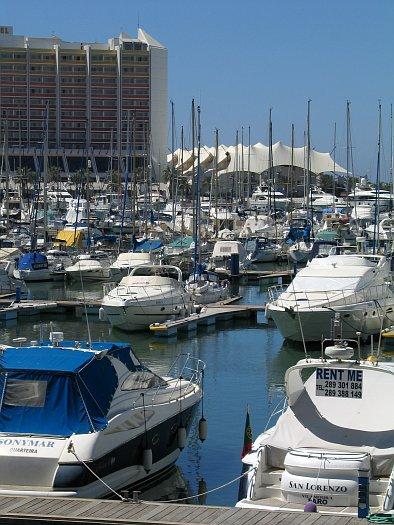
Marina in Vilamoura an der Algarve (Portugal)

Diese Liste von Marinas listet international die Marinas. Sie erhebt keinen Anspruch auf Vollständigkeit und ist alphabetisch nach Ländern geordnet.

## Australien

### New South Wales
- Akuna Bay Marina, Sydney
- Cabarita Point, Sydney
- Darling Harbour Marina, Sydney
- Nelson Bay Marina
- Rushcutters Bay Marina, Sydney
- River Quays Marina, River Quays, Sydney
- The Spit at Mosman, Mosman, Sydney
- Blakehurst Marina, Blakehurst

### Queensland
- Gold Coast City Marina, Gold Coast
- Scarborough Marina, Scarborough, Brisbane

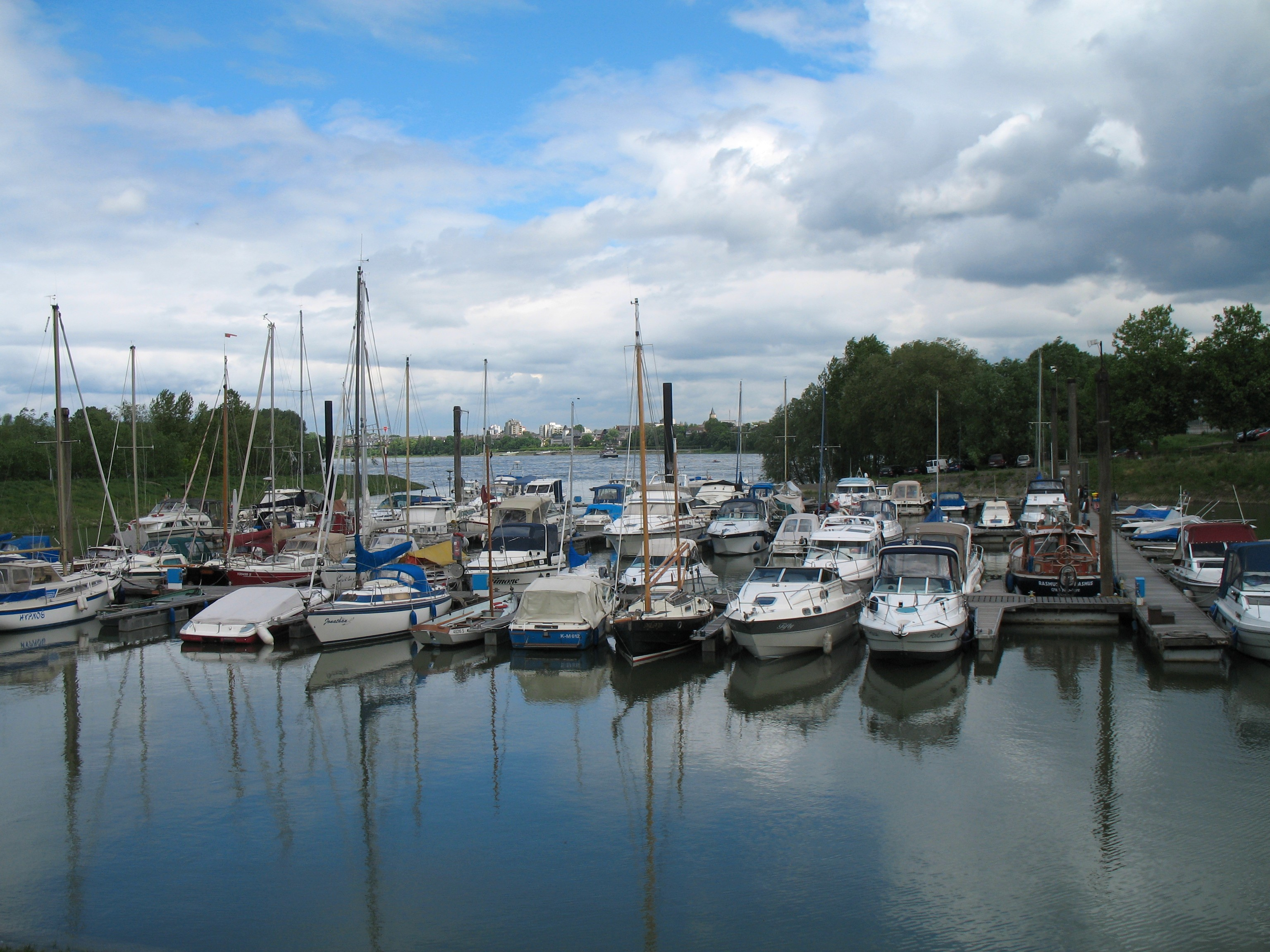
Yachthafen an der Groov

## Belgien
Siehe auch Belgische Häfen.
- Antwerpen
  - Jachthaven Antwerpen Marina (260 Anlegeplätze)
  - Willemdok Marina (300 Anlegeplätze)
- Antwerpen-Kallo, Antwerp Skipper School
- Antwerpen-Doel, Doel Yacht Haven
- Blankenberge
  - Port De Vrije Noordzeezeilers
  - Port Royal Scarphout Yachtclub
- Nieuwpoort (1950 Anlegeplätze)
  - Port Watersportkring van de Luchtmacht (Novas Potus) (1000 Anlegeplätze)
  - Vlotkom Port Koninklijke Yachtclub Nieuwpoort – KYCN (350 Anlegeplätze)
  - Port VVW Nieuwpoort vzw (400 Anlegeplätze)
  - Port VVW Westhoek vzw (200 Anlegeplätze)
- Ostende
  - Mercator Marina – CVBA
  - Royal Yacht Club Ostende – RYCO
  - Royal North Sea Yacht Club – RNSYC
- Zeebrügge
  - Royal Belgian Sailing Club Zeebrugge
  - Port of Zeebrugge

## Brasilien

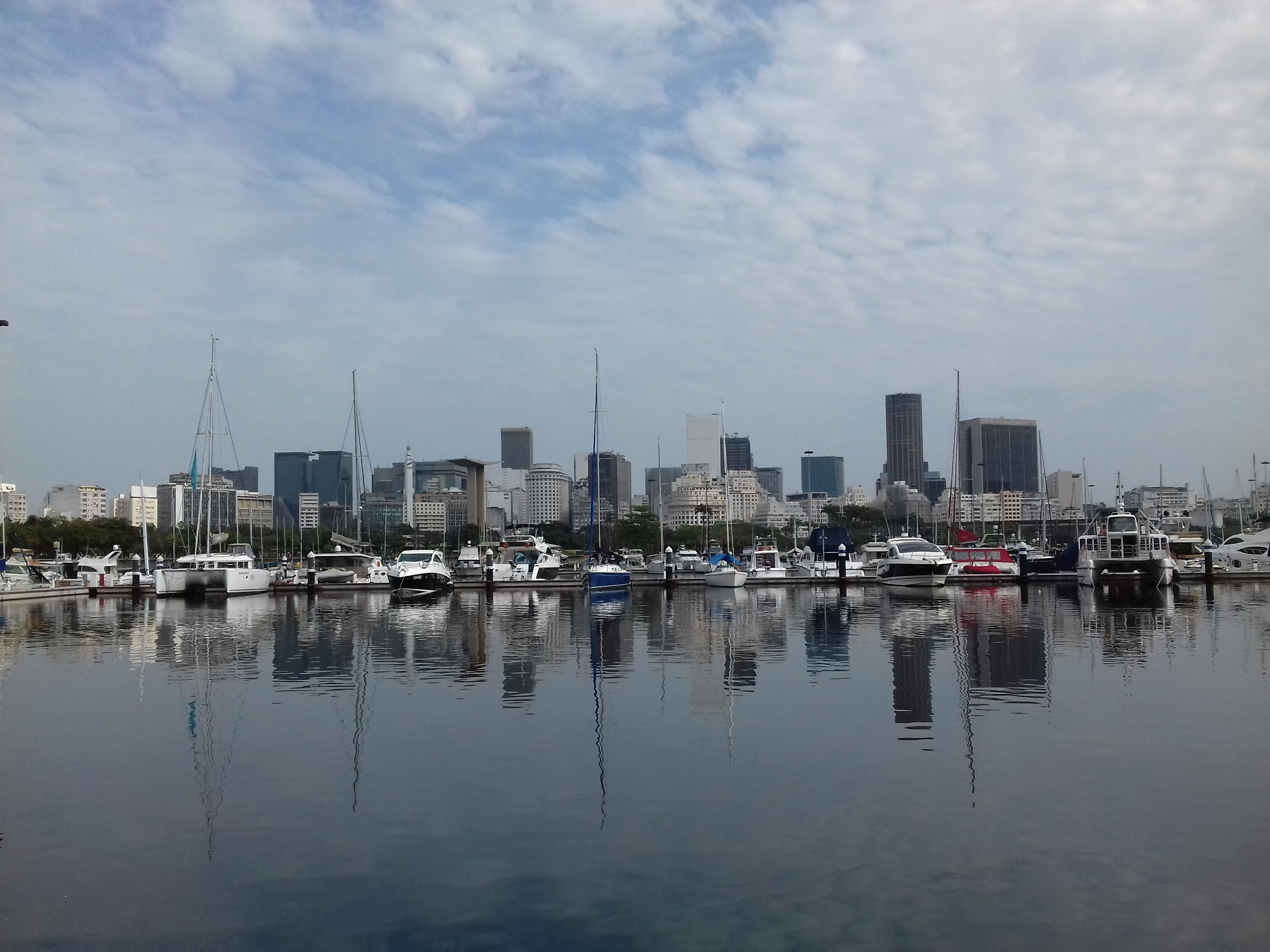
Marina da Glória, im Hintergrund die Stadtmitte von Rio de Janeiro

- Marina da Glória in Rio de Janeiro (415 Anlegeplätze)

## Dänemark
- Rømø Havn auf Rømø in Westjütland.
- Marina Minde bei Egernsund-Rendbjerg in Südjütland
- Helsingør Nordhavn auf Seeland

## Deutschland

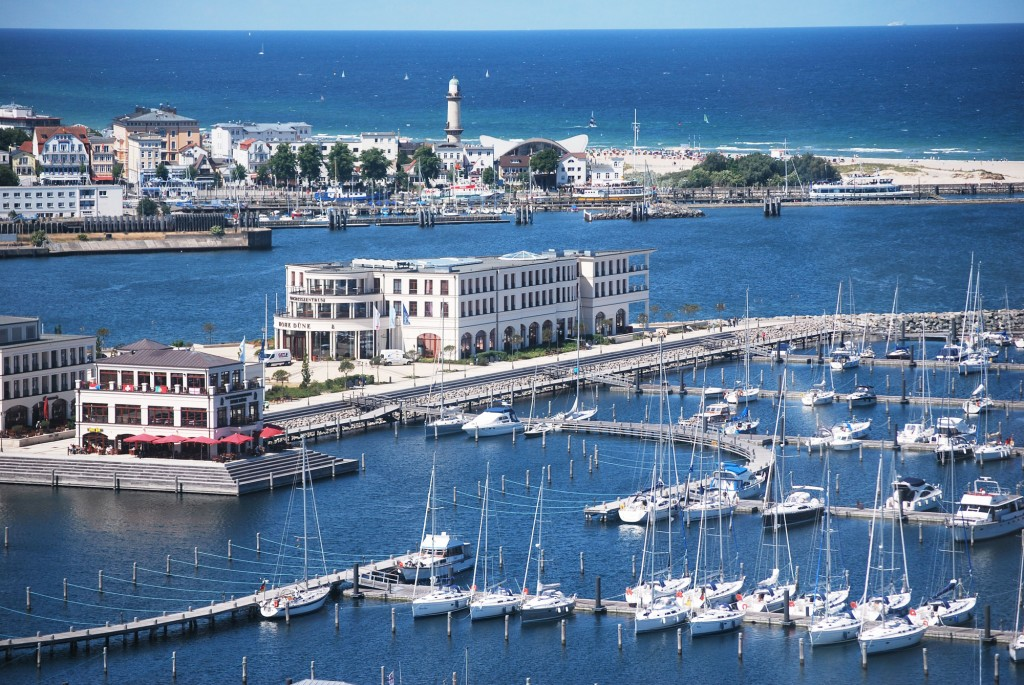
Marina der Yachthafenresidenz Hohe Düne, Rostock.

| Land | Ort                     | Name                                                         | Liegeplätze |
| ---- | ----------------------- | ------------------------------------------------------------ | ----------- |
| BB   | Hohen Neuendorf         | Marina Havelbaude                                            |             |
| BB   | Rheinsberg-Kleinzerlang | Marina Wolfsbruch                                            | 190         |
| BE   | Berlin                  | Bootsstände Angermann                                        | 250         |
| BE   | Berlin                  | Marina Lanke                                                 | 270         |
| BE   | Berlin                  | Verein Seglerhaus am Wannsee                                 |             |
| BE   | Berlin                  | Citymarina Berlin-Rummelsburg                                | 35          |
| BW   | Kressbronn am Bodensee  | Ultramarin                                                   | 1.500       |
| BY   | Bernried                | Marina Bernried                                              | 270         |
| BY   | Ramsberg                | Segelhafen Ramsberg                                          | 600         |
| HE   | Wiesbaden               | Schiersteiner Hafen                                          |             |
| HH   | Hamburg                 | Yachthafen                                                   | 2.000       |
| MV   | Barth                   | Marina                                                       | 200         |
| MV   | Hohe Düne (Rostock)     | Yachthafen Hohe Düne                                         | 750         |
| MV   | Kühlungsborn            | Bootshafen                                                   |             |
| MV   | Rechlin                 | Marina Müritz (Hafendorf Müritz)                             | 350         |
| MV   | Stralsund               | Citymarina Stralsund                                         | 300         |
| MV   | Ueckermünde             | Lagunenstadt                                                 | 380         |
| MV   | Usedom                  | Yachthafen Karlshagen                                        |             |
| MV   | Warnemünde              | Dalben 21                                                    |             |
| MV   | Warnemünde              | Schnatermann                                                 |             |
| MV   | Wolgast                 | Dreilindengrund                                              |             |
| NI   | Emden                   | Yachthafen „Alter Binnenhafen/Ratsdelft“                     | 100         |
| NI   | Emden                   | Yachthafen „Außenhafen Emden“                                | 60          |
| NI   | Hannover                | Yachthafen Hannover                                          | 45          |
| NW   | Bergkamen               | Marina Rünthe                                                | 280         |
| NW   | Duisburg                | Marina                                                       | 133         |
| NW   | Emmerich am Rhein       | Porta Marina                                                 | 420         |
| NW   | Köln-Zündorf            | Groov                                                        |             |
| NW   | Recke (Westfalen)       | Marina Recke, Mittellandkanal                                |             |
| NW   | Wesel                   | Yachthafen                                                   |             |
| SH   | Bohnert                 | Marina Hülsen                                                | 68          |
| SH   | Fleckeby                | Wassersportverein Fleckeby                                   | 60          |
| SH   | Fleckeby                | Sportboothafen Fleckeby                                      | 100         |
| SH   | Fehmarn                 | Burg auf Fehmarn                                             |             |
| SH   | Flensburg               | Sonwik                                                       | 370         |
| SH   | Grömitz                 | Yachthafen Grömitz                                           | 780         |
| SH   | Großenbrode             | Marina Großenbrode                                           | 220         |
| SH   | Helgoland               | Yachthafen                                                   |             |
| SH   | Kiel                    | Olympiahafen Schilksee und acht Sporthäfen in der Innenförde | 2.200       |
| SH   | Laboe                   | Yachthafen                                                   |             |
| SH   | Lübeck                  | Marina Baltica                                               | 210         |
| SH   | Maasholm                | Yachthafen Maasholm                                          | 450         |
| SH   | Neustadt in Holstein    | ancora Marina                                                | 1400        |
| SH   | List auf Sylt           | Lister Hafen                                                 |             |
| SH   | Sylt                    | Hafen Rantum                                                 |             |
| SH   | Timmendorfer Strand     | Niendorfer Hafen                                             |             |
| SH   | Uetersen                | Klosterdeich/Stichhafen                                      |             |
| NI   | Mardorf                 | Skippers Point                                               | 120         |
| ST   | Dessau                  | Wallwitzhafen                                                | 25          |

## Frankreich
- siehe Hauptartikel Liste von Yachthäfen in Frankreich

## Großbritannien

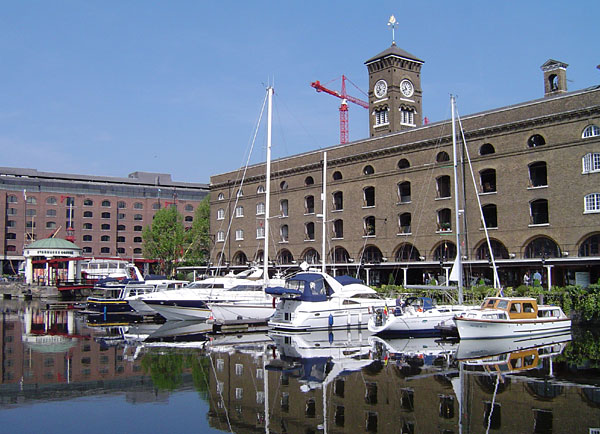
St. Katherine's Docks (Docklands in London)

- Penton Hook Marina, Penton Hook, River Thames, England
- Royal Quays Marina, River Tyne

### Südküste
- Brixham Marina, Brixham, England
- Docklands, London, England
- Hamble Point Marina, England
- Burnham Yacht Harbour, Burnham-on-Crouch, Essex
- Tewkesbury Marina, England
- Gosport Marina, Gosport, England
- Southsea Marina, England
- Chichester Marina, Chichester, England
- Port Solent Marina, England
- Brighton Marina, Brighton, England

### Südwestküste
- Bristol Harbour Marina, Bristol, England
- Portishead Marina, Bristol, England

### Nordengland
- Kingston upon Hull: Hull Marina

### Wales
- Cardiff: Penarth marina
- Conwyn: Conwyn Marina

### Nordirland
- Bangor Marina, Belfast Lough

### Kanalinseln
- Beaucette Marina, Guernsey
- Cowes, Isle of Wight
  - Shepards Wharf
  - Cowes Yacht Haven
  - East Cowes Marina
  - Island Harbour Marina

## Griechenland
- Agios Kosmas Marina
- Marina Zea
- Marina Nea Krini
- Astir Marina Vouliagmeni
- Gouvia Marina Korfu
- Marina Kos
- Kalamata Marina
- Marina Lavrio
- Rhodos Marina
- Marina Samos
- Marina Skiathos
- Porto Carras Marina Chalkidiki (privat)
- Sani Marina Chalkidiki
- Flisvos Marina

## Italien

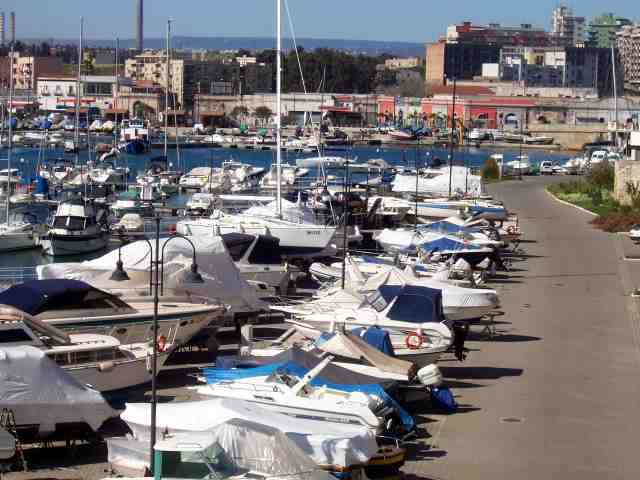
Marina am Molo Sant'Eligio (Tarent)

- Bari
- Marina Capo Nord
- Grado
- Yachthafen Tarent, Region Apulien
- Marina di Capitana

## Israel
- Mittelmeer
  - Ashqelon
  - Ashdod: Blue Marina
  - Tel-Aviv
  - Jaffa
  - Herzlia
  - Haifa
- Rotes Meer
  - Eilat

## Kanada

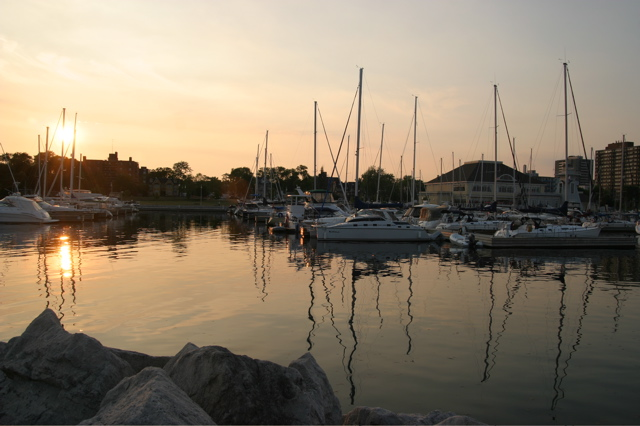
Marina am Lake Ontario (Kanada) Foto: Fretwurst

- Horseshoe Bay, BC

## Kroatien
- ACI Marina CRES Cres
- ACI Marina DUBROVNIK Dubrovnik
- ACI Marina JEZERA Jezera
- ACI Marina KORČULA Korčula
- ACI Marina MILNA Milna (Brač)
- ACI Marina OPATIJA IČIĆI Ičići
- ACI Marina PALMIŽANA Hvar
- ACI Marina PIŠKERA Jezera
- ACI Marina POMER Pomer
- ACI Marina PULA Pula
- ACI Marina RAB Rab
- ACI Marina ROVINJ Rovinj
- ACI Marina SKRADIN Skradin
- ACI Marina SPLIT Split

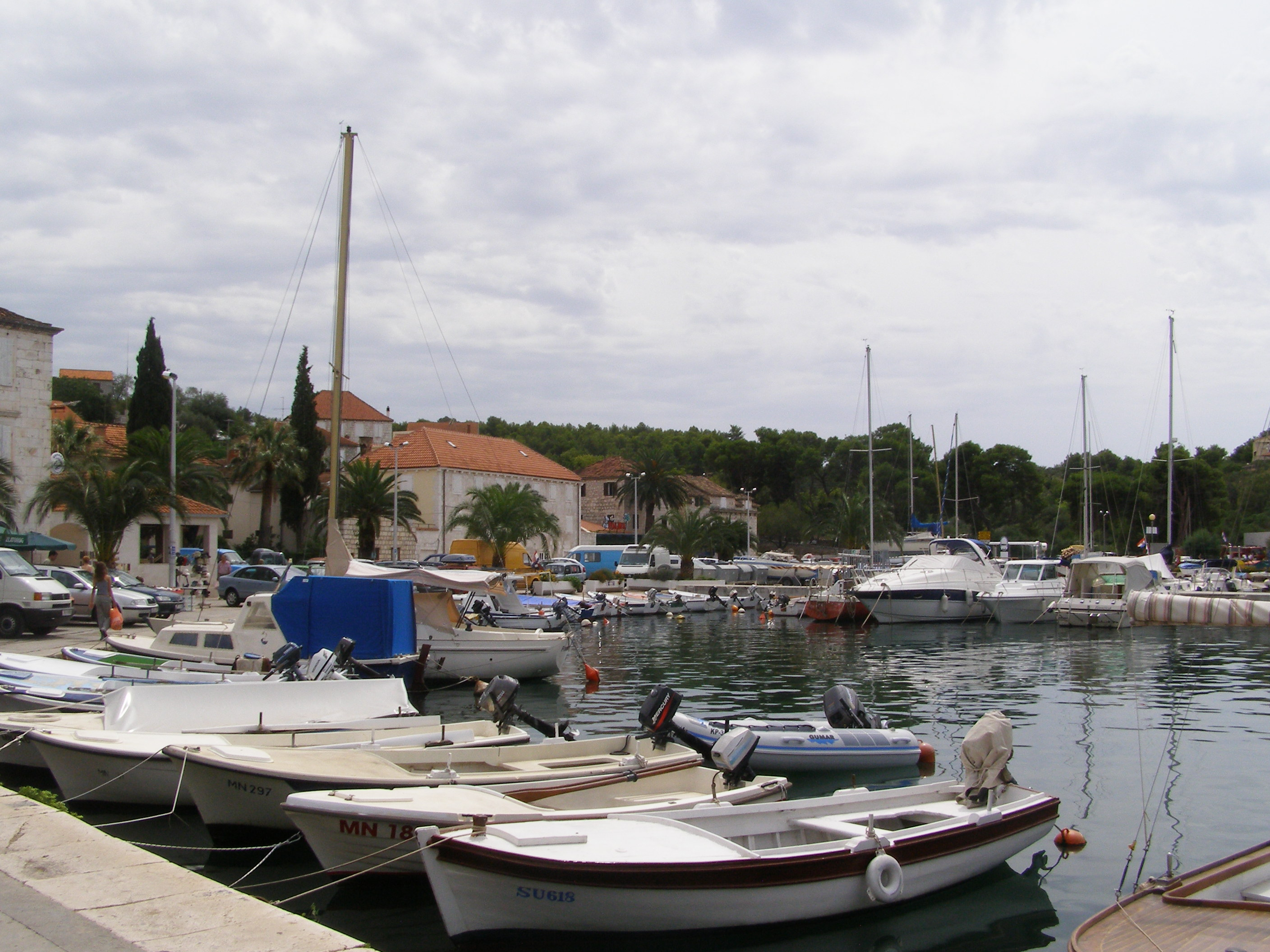
Ein Teil der Anlegestelle der ACI Marina Milna in Kroatien

- ACI Marina SUPETARSKA DRAGA Supetarska Draga
- ACI Marina ŠIMUNI Šimuni
- ACI Marina TROGIR Trogir
- ACI Marina UMAG Umag
- ACI Marina VODICE Vodice
- ACI Marina VRBOSKA Vrboska
- ACI Marina ŽUT Jezera
- Laguna Novigrad Novigrad (Istrien)

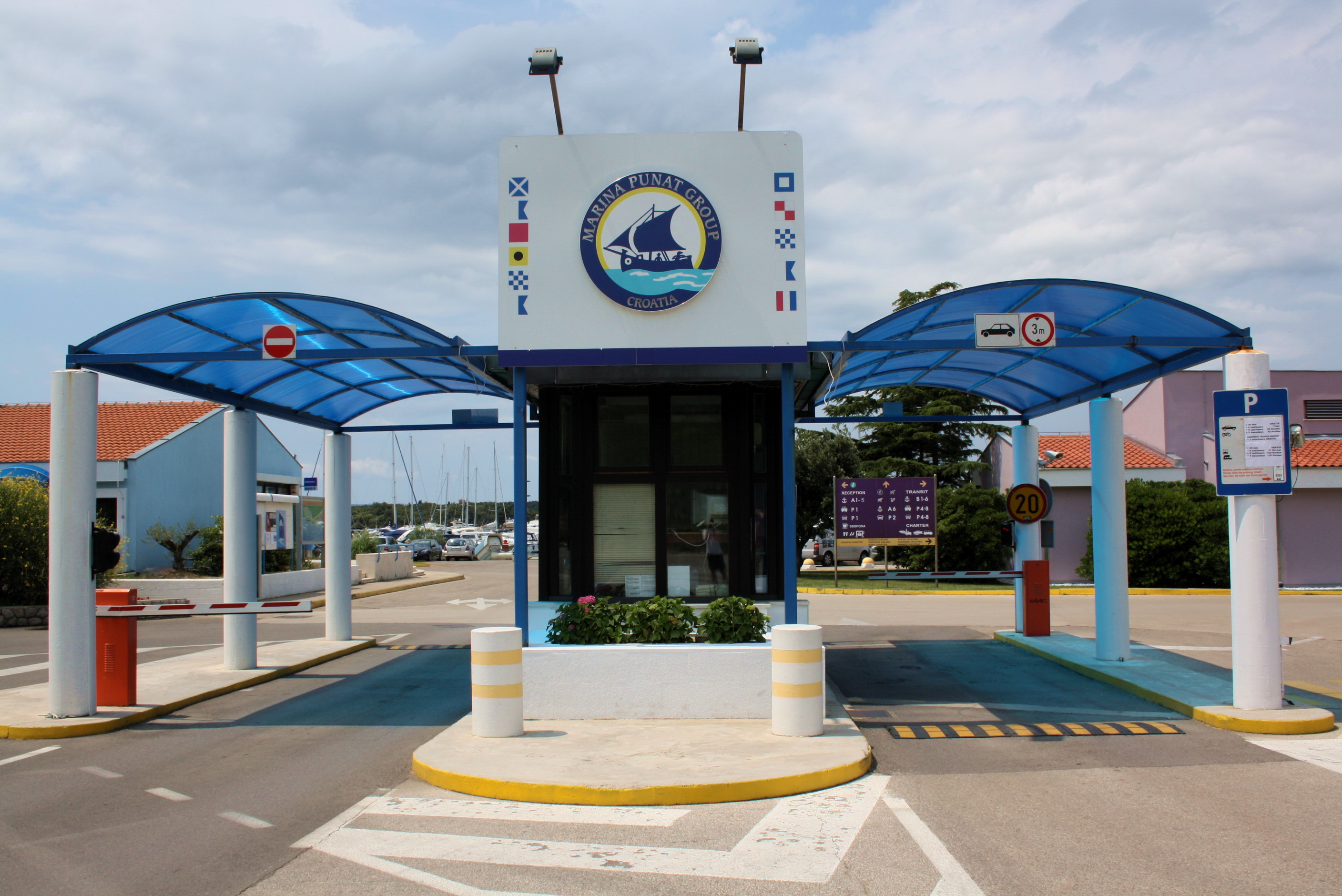
Zufahrtskontrolle Hafen Punat

- Marina ADMIRAL Opatija
- Marina AGANA
- Marina BETINA Betina
- Marina BORIK Zadar
- Marina ČERVAR PORAT Červar Porat
- Marina DALMACIJA Zadar
- Marina FRAPA Rogoznica
- Marina HRAMINA Murter
- Marina KORNATI Biograd na Moru
- Marina KREMIK Primošten
- Marina MALI LOŠINJ Mali Lošinj
- Marina PARENTIUM Poreč
- Marina POREČ Poreč
- Marina PUNAT Punat (Krk)

- Marina ŠANGULIN Biograd na Moru
- Marina TRIBUNJ Tribunj
- Marina VELI IŽ Veli Iž
- Marina VRSAR Vrsar
- TANKER KOMERC Marina ZADAR Zadar
- TEHNOMONT Marina VERUDA Pula
- Yacht Marina SOLARIS Šibenik
- Mitan Marina Novi Vinodolski

## Litauen
- Marina Šilutė

## Mexiko
- Marina Nuevo Vallarta

## Monaco

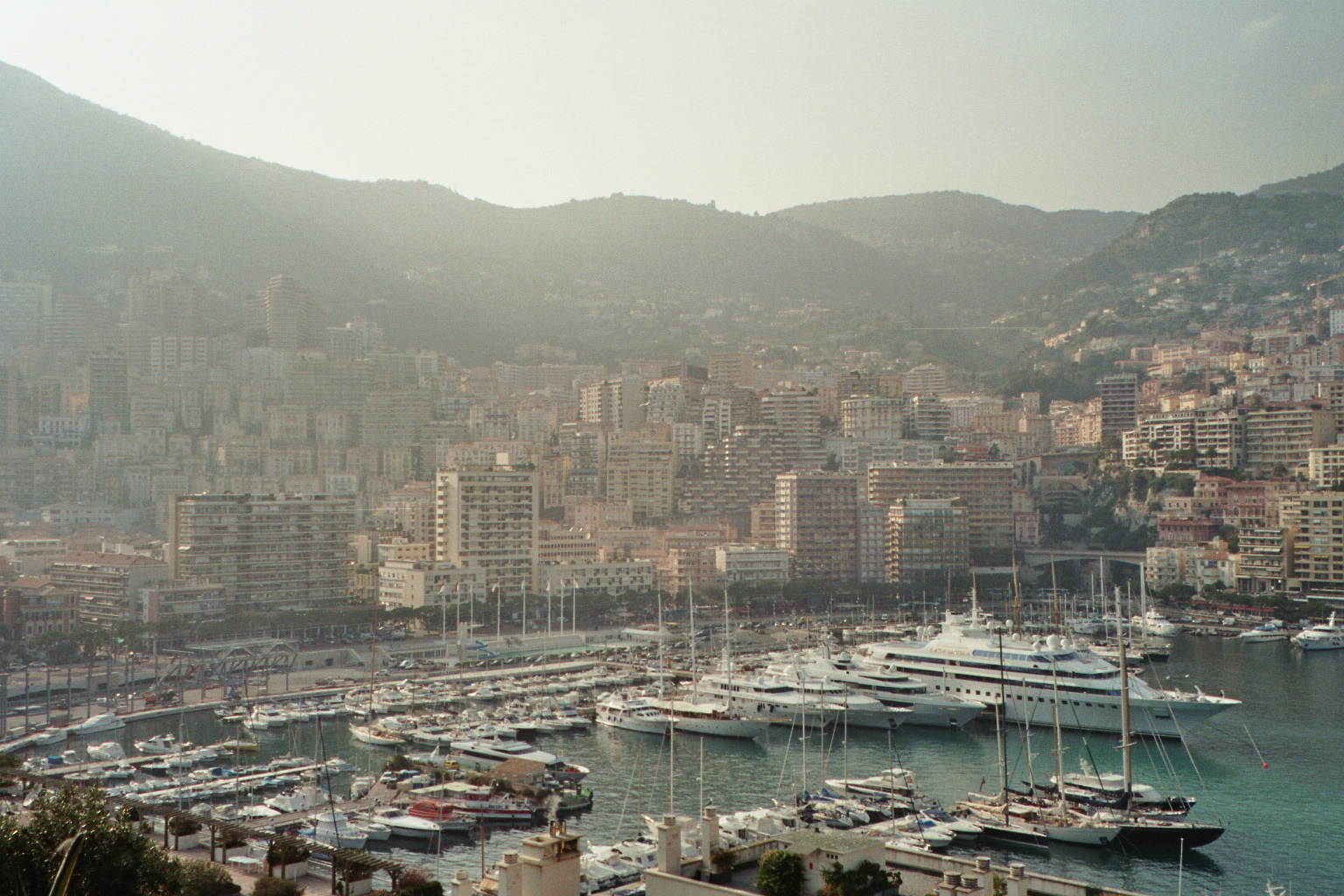
Monaco

- Monaco

## Montenegro
- Porto Montenegro

## Niederlande

### Flevoland
- Jachthaven De Eemhof

### Friesland
- Workumer Jachthaven (WJH) Workum
- Yachthafen Ottenhome Heeg

## Polen
- Gdynia (dt. Gdingen)
- Gdańsk (dt. Danzig)

## Portugal

### Alentejo
- Sines

### Algarve
- Albufeira
- Lagos
- Portimão
- Vilamoura
- Vila Real de Santo António

### Centro
- Figueira da Foz
- Nazaré
- Peniche

### Lisboa
- Cascais
- Lissabon
- Setúbal

### Norte
- Porto de Leixões
- Póvoa de Varzim
- Viana do Castelo
- Vila do Conde

## Slowenien
- Marina Izola Izola
- Marina Portoroz Portoroz
- Marina Koper Koper

## Spanien

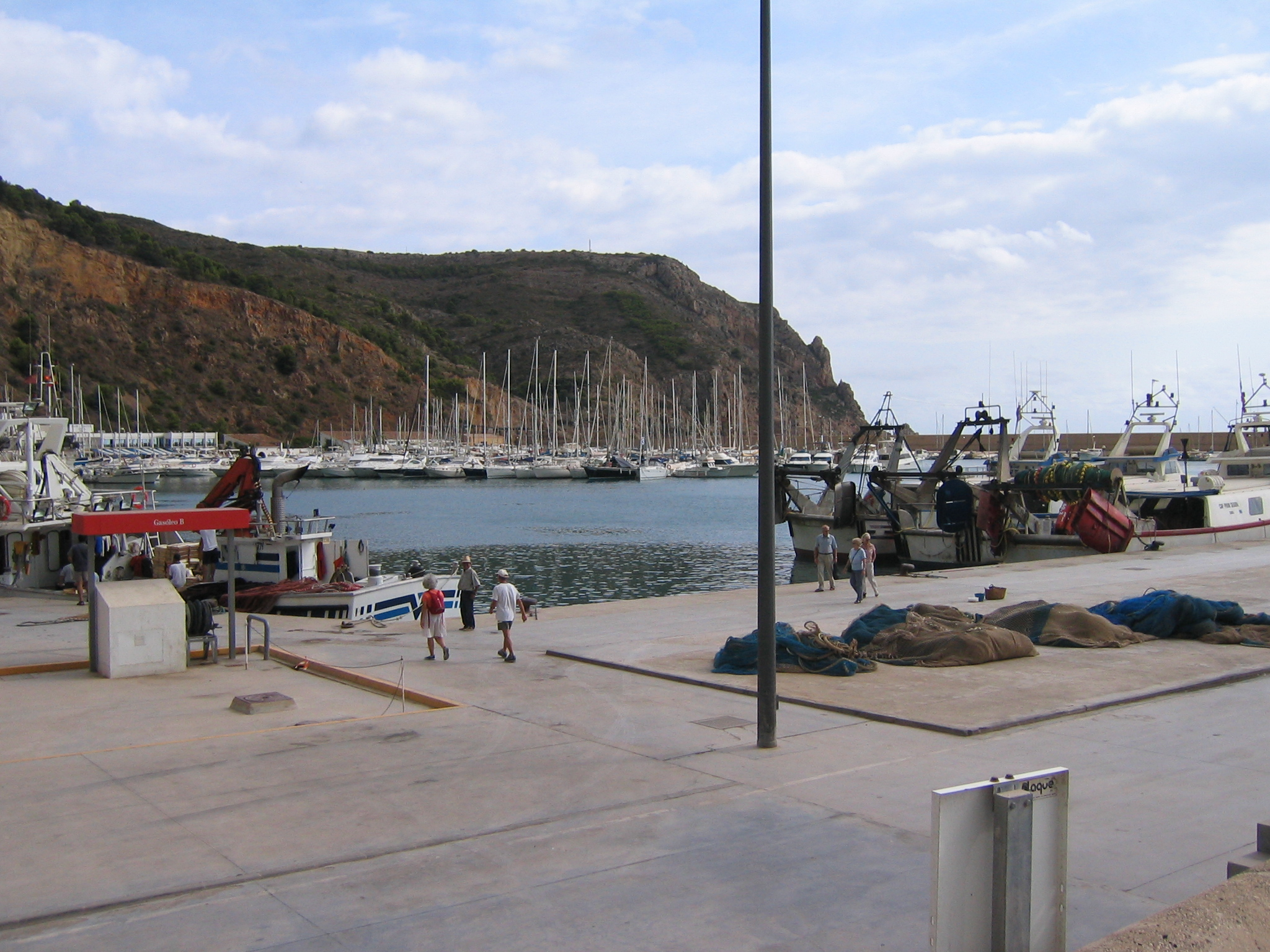
Fischerei- und Yachthafen Xàbia

- Dàrsena de Cubelles, Cubelles, Katalonien (Costa Daurada)
- Empuriabrava / Ampuriabrava, Katalonien (Costa Brava)
- Port d'Aiguadolç, Sitges, Katalonien (Costa del Garraf)
- Port de Garraf, Sitges, Katalonien (Costa del Garraf)
- Port Ginesta, Sitges, Katalonien (Costa del Garraf)
- Vilanova Grand Marina, Vilanova i la Geltrú, Katalonien (Costa Daurada)
- Xàbia, Costa Blanca

## Türkei

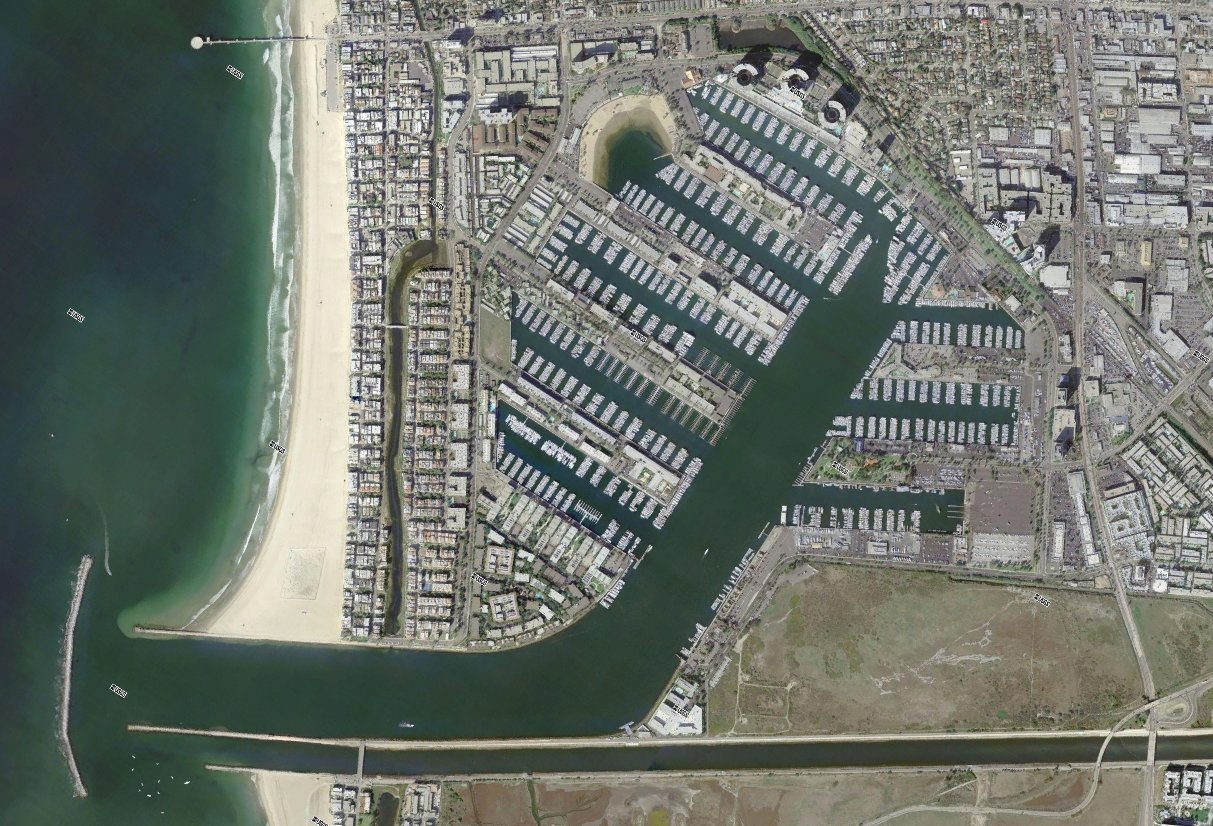
Marina del Rey

- Ataköy Marina, Istanbul
- Setur Kalamis Marina, Istanbul
- Setur Ayvalıik Marina, Ayvalık, Provinz Balıkesir
- Setur Çesme Marina, Izmir
- Iltur Club Marina, Muğla
- Port Göcek, Göcek, Muğla
- Fethiye Ece Marina, Fethiye, Muğla
- Setur Kuşadası Marina, Kuşadası
- Milta Bodrum, Bodrum, Muğla
- Port Bodrum Yalikavak, Bodrum, Muğla
- D-Marin Turgutreis, Muğla
- Marmaris Netsel Marina, Marmaris, Muğla
- Marmaris Yatmarin, Marmaris, Muğla
- Albatros Marina, Muğla
- Marti Marina, Muğla
- Setur Finike Marina, Antalya
- Park Kemer Marina, Antalya
- Setur Antalya Marina, Antalya
- Göcek, Muğla:  	Belediye Marina, Club Marina, Port Göcek, Marinturk Göcek/Village Port Büngüş, Skopea Marina

## Vereinigte Staaten

### Ostküste

#### Florida
- Angler's Marina, Clewiston
- Bahia Mar Yachting Center, Fort Lauderdale
- Miami Beach Marina, Miami
- Cape Coral Marina, Cape Coral

### Westküste

#### Kalifornien
- Eureka (Humboldt Bay): Woodley Island Marina
- Marina del Rey, Los Angeles County
  - Bar Harbor Anchorage
  - Bay Club Apartments & Marina
  - BoatYard Marina
  - Catalina Yacht Anchorage
  - Dock 77
  - Dolphin Marina
  - Holiday Harbor Marina
  - Marina City Club
  - Marina Harbor Apartments & Anchorage
  - Pier 44
  - Tahiti Marina Apartments and Marina
  - Santa Monica Windjammers YC Marina
  - Villa Del Mar Marina
- Long Beach: Downtown Shoreline Marina
- Monterey: Monterey Marina
- Newport Beach: Newport Harbor
- San Francisco: Pier 39 Marina
- Sausalito: Clipper Yacht Harbor
- Ventura, Ventura County: Ventura Harbor

#### Oregon
- Port of Astoria Marina, Astoria
- Port of Bandon, Bandon
- Port of Brookings Harbor, Brookings
- Charleston Marina, Charleston
- The Cove Palisades Marina (Lake Billy Chinook)
- Port Of The Dalles, The Dalles
- Detroit Lake Marina, Detroit
- West Lake Resort, Florence
- Garibaldi Marina, Garibaldi
- Jot's Resort, Gold Beach
- Hood River Yacht Club, Hood River
- Portland
  - Columbia Crossings
  - Columbia Ridge Marina
  - Sundance Yacht Marina
- Jetty Fishery Marina, Rockaway
- McCuddy's Marina, Scappoose

#### Washington
- Cap Sante Marina, Anacortes
- Squalicum Harbor Marina, Bellingham
- Blaine Harbor Marina, Blaine
- Semiahmoo Marina, Blaine
- Bremerton Marina, Bremerton
- Port of Kalama, Kalama
- Twin Bridges Marina, Mount Vernon
- Makah Marina, Neah Bay
- Oak Harbor Marina, Oak Harbor
- Swantown Marina & Boatworks, Olympia
- Everett Bayside Marine, Everett
- Port Ludlow Marina, Port Ludlow
- Port Orchard Marina, Port Orchard
- Point Roberts Marina Resort, Port Roberts, Point Roberts
- Port of Poulsbo, Poulsbo
- Port of Poulsbo (Roche Harbor Resort & Marina), Roche
- Seattle
  - Bell Harbor Marina
  - Harbor Island Marina
  - Elliot Bay Marina
  - Port of Seattle
  - Salmon Bay Marina
  - Shilshole Bay Marina
- Sequim: John Wayne Marina
- Tacoma: Breakwater Marina

## Ungarn
- Marina Bráhamhegy, Balaton